# Hejrer
Hejrer (Ardeidae) er en familie af fugle i ordenen Pelecaniformes. Den omfatter vore hjemlige ynglefugle fiskehejre, rørdrum og sølvhejre, mens nogle få andre arter til tider besøger landet. Der findes 67 arter af hejrer i verden.

## Arter i Danmark
Arter af hejrer, der er truffet i Danmark:
- Rørdrum (Botaurus stellaris)  – sjælden ynglefugl
- Amerikansk rørdrum (Botaurus lentiginosus)  –  megen sjælden besøgende
- Dværghejre (Ixobrychus minutus)  –  megen sjælden besøgende
- Nathejre (Nycticorax nycticorax)  –  megen sjælden besøgende
- Tophejre (Ardeola ralloides)  –  megen sjælden besøgende
- Kohejre (Bubulcus ibis)  –  megen sjælden besøgende
- Silkehejre (Egretta garzetta)  –  sjælden besøgende
- Sølvhejre (Ardea alba)   – meget sjælden ynglefugl, ualmindelig besøgende
- Fiskehejre (Ardea cinerea)  –  almindelig ynglefugl
- Purpurhejre (Ardea purpurea)  –  megen sjælden besøgende

## Slægter
Slægter i familien Ardeidae:
- Zonerodius
- Tigriornis
- Tigrisoma
- Agamia
- Cochlearius
- Zebrilus
- Botaurus (Rørdrummer)
- Ixobrychus
- Dupetor
- Gorsachius
- Nycticorax
- Nyctanassa
- Butorides
- Ardeola
- Bubulcus
- Ardea (Store hejrer)
- Pilherodius
- Syrigma
- Egretta